# 韋特盧加區

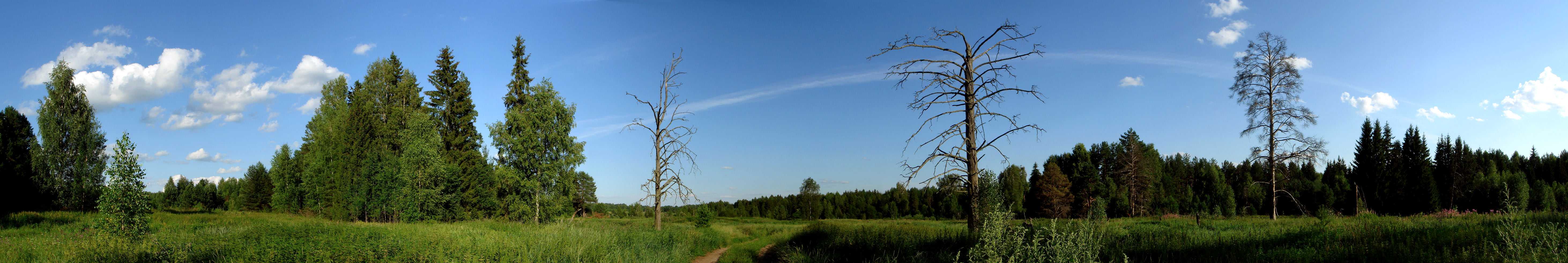

57°51′20″N 45°46′52″E / 57.85556°N 45.78111°E
韋特盧加區（俄语：Ветлужский район），是俄羅斯的一個區，位於該國西部，由下諾夫哥羅德州負責管轄，始建於1929年，面積2,992.4平方公里，2010年人口16,330，人口密度每平方公里5.46人。